# Semiarundinaria makinoi
Semiarundinaria makinoi és una espècie de bambús de la família de les poàcies, ordre poals, subclasse Liliidae, classe liliòpsid, divisió magnoliofití. D'origen japonès, el seu nom local és Hotei-narihira. El nom científic d'aquest bambú deriva de Tomitaro Makinō, el primer botànic japonès que classificà vegetals seguint el mètode desenvolupat per Linneu.Ocasionalment se'l confon amb Semiarundinaria kagamiana. La seva alçada mitjana està entre els tres i cinc metres. Molt sofert pel que fa a les condicions del sòl, suporta temperatures de fins -12 °C. El seu fullam verd clar contrasta amb els troncs, de color rosat tirant a violaci. Bambú de tipus corredor: les seves arrels s'estenen en el terreny i generen nous troncs a poca distància de l'original, fins a fer un mur de vegetació; hom n'aprofita aquesta característica per a fer-ne tanques, com en el laberint de la bambuseria de Prafrance.